# Tadsapol Pasawang
Tadsapol Pasawang (ur. 4 stycznia 1994) – tajski zapaśnik w stylu wolnym.
Srebrny medalista igrzysk Azji Południowo-Wschodniej w 2013 roku.